# Overlord (videójáték)
Az Overlord egy akció-kalandjáték, amelyben a játékos kegyenceket irányít, és parancsokat osztogat nekik saját belátása szerint. A történet szerint a szolgalények a régi Overlord tornyának romjai között találják meg a fő karaktert, ennélfogva úgy tartják, hogy ő a régi Overlord reinkarnációja, akit a hetek, mostanra megromlott hősök, öltek meg. Ezek a szolgák, ennek következtében, mesterükként segítik és szolgálják hűen a játékost. A játékot Észak-Amerikában 2007. június 26-án adták ki PC-re és Xbox 360-ra. A játék a folytonosan növekvő szolgahadseregek körül forog, akik megpróbálják megölni a hét hőst, akik megölték az előző Overlordot. Azóta a hét hős a hét halálos bűn élő, megtestesült alakjaivá váltak.

## Játékmenet
A játékos egy Overlordot játszik, akit egy régi szolga feltámasztott, hogy segítsen legyőzni a hét megromlott hőst. A játék szolgalények irányítására összpontosít, amikből a játékos legfeljebb 50-et tud irányítani. Sok harc a szolgasokaság megfontolt irányítását igényli, továbbá csak a szolgalények tudják mozgatni vagy kezelni a világban szétszórt számos tárgyat.
A játékos egy öreg, romos, kincseitől és varázstárgyaitól kifosztott toronyban kezd. Ahogy a játékos és szolgái visszaszerzik az ellopott varázstárgyakat, úgy új szobák, és varázslatok válnak használhatóvá. A játékos vizuálisan módosíthatja a tornyot, például tüskéket rakhat a tornyokra, vagy szobrokat rakhat a trónterembe. A Páncélzatot és fegyvereket fejleszteni, és cserélni is lehet a kovácsműhelyben. A legyőzött ellenségek megjelennek a várbörtönben, ahol az Overlord újra küzdhet ellenük, hogy gyakorolja harci képességeit, és taktikáját.
Míg a játék feltételezi, hogy az Overlord gonosz, ezen felül nyomon követi, hogy az Overlord mennyire "romlott" a céljai véghezvitelében. A féktelenül viselkedés (például az egyébként ártatlan falusiak lemészárlása) növeli a romlottság szintjét. Bizonyos küldetések két cselekvési végletet kínálnak, és jellegzetesen az egyik válasz növeli, míg a másik csökkenti a romlottságot. Másik példaként egy korai küldetés döntésre kényszeríti az Overlordot, hogy megtartsa az ételt, ezzel több szolgára szert téve, vagy visszajuttassa az éhező falunépnek, akiktől ellopták azt. A romlottság szintje megváltoztatja, hogyan viselkednek a falusiak az Overlorddal, továbbá az Overlord megjelenése is változik. Ha a játékos a romlott utat választja (vagyis ártatlanokat öl, és/vagy minden dolgot magának tart meg), akkor az Overlord páncélzata sokkal gonoszabb és sötétebb kinézetű lesz. A romlottság tulajdonság hasonló, mint amit a Fable és Black & White játékokban láthattunk. A játék romlottsági szintje továbbá meghatározza, hogy milyen végződésben részesül a játékos.

## Szolgák
Az Overlord hű szolgái. Boldogan meghalnak érte, azt teszik meg, amit az Overlord akar. Fosztogatnak, harcolnak, és akár még fel is áldozzák magukat, hogy az Overlord életet vagy, hogy varázserőt nyerjen. Sőt, még akár beleugranak az olvasztókemencébe, hogy a tulajdonságaikkal erősítsék az Overlord fegyvereit, páncéljait.
Fontos megjegyezni, hogy a szolgák olyan helyekre is be tudnak jutni, ahova az Overlord nem tud. Például át tudnak menni egy kidőlt fán.

### Tulajdonságaik a színeik szerint
- Barnák: Őket kapja meg alapból a játékos. Harcosok, szinte minden tárgyat fel tudnak venni a földről, beleértve a páncélokat és a kardokat is, amikkel fel tudják erősíteni magukat.
- Vörösek: Immunisak a tűzre, és el is tudják oltani azt, ha a tűz blokkolja az utat. Ellenségeikre tűzgolyókat dobálnak. Fontos észben tartani, hogy nem jó közelharcosok, és nem olyan jól védekeznek, mint a barnák.
- Zöldek: Hidegvérű gyilkosok. Ha az ellenség hátát támadják, akkor könnyen elpusztítják. Ha egy helyben állnak, akkor láthatatlanokká tudnak válni. Továbbá még immunisak a zöld színű mérgezőgázra.
- Kékek: Ők azok, akik tudnak úszni. A csatákban viszont óvatosan kell velük bánni, mivel nagyon gyengék, védelemben és támadásban is. Viszont, ha egy szolga meghal, akkor újra tudják éleszteni. A kékek még immunisak a mágiára, és ők az egyetlenek, akik a mágikus lényeket is el tudják pusztítani.

## Szereplők
- Overlord – A játék főszereplője, szolgáival rettegés alatt tarthatja vagy segítheti a népet: különböző küldetéseket kell vele megcsinálni, a játékos irányítja
- Gnarl – egy öreg goblin varázsló, aki a játék elején feltámasztja a játékost, a játék során hasznos tippekkel lát el minket, és segít a döntésekben (általában a gonoszabb döntéseket választaná a játékos helyében)
- Melvin Underbelly – A dagadt félszerzet, az 1. hős
- Rose – A Torony úrnője, az Overlord hitvese. Sok jó tanáccsal szolgál a játék során, okos, és a jó oldalon áll. Később lecserélhető nővérére, velvetre, amely újabb korrupciós pontokat fog eredményezni.
- Velvet – Rose húga, gonosz oldalon áll, és imádja a fényes dolgokat, na meg az aranyat.
- Oberon, Az Alvó Elf – egy fába nőtt elf, akit szolgáink segítségével meg kell fosztani az őt körülvevő pajzstól, majd meg kell ölni. A második hős.
- Sir William, A Fekete – Egy bolond Paladin, aki igencsak ad a divatra. 3. hős.
- Rollie – Goldo király gépesített kedvence, aki egy úthengerre szerelt lángszóróra hasonlít leginkább. 4. hőskedvenc.
- Goldo Goldenberg – A talpig aranyba öltöztetett, pénzéhes törp király. Nem nehéz leölni, ugyanis őt csak le kell ütni, ám a kis kedvencével, Rollie-val lesz dolgunk (előtte van). 4.hős
- Jewel – Egy tolvaj lány, aki ellopja az elfek szent szobrát utána kell eredni. Harcolni nem kell vele, csak be kell csalogatni a portálba. 5. hős.
- A Kán – Jewel kedvese, egy kétemeletes, fekete ruhás, buzogányos illető, aki igencsak felháborodik azon, hogy elloptuk kedvesét. Ő a 6. hős.
- A Varázsló – Ő volt az előző Overlord, övé volt régen a vár, Velvet és Rose az ő lánya, és a Kán meggyilkolása után besurran a várba, ahol elveszi a játékos varázserejét, majd mind a 4 szolgafajtáját, amelyet vissza kell szerezni. Ő az utolsó, 7. hős, a játék legeslegvégén található.

## Mellékszereplők
- Giblet: Az egyik barna kegyenc, később ő lesz a kovács (az első kohó visszaszerzése után)
- Bob, a farmer: Tőle kapjuk a játék elején az első igazi küldetést
- Az udvari bolond: A várban a játék során megtett cselekvéseinket sorolja, elég idegesítő, állandóan ott ugrál a játékos körül, ha nem rúgja le.

## Tartományok
Habár a játék során sok helyen megfordulunk, nagy vonalakban 5 helyszínre osztható(+ a saját tornyunk) : Mellow Hills, Heaven's Peak, Evernight, Golden Hills, The Ruborian Desert
- Mellow Hills- Nem sok érdekességgel megáldott helyszín, túlnyomórészt ember és félszerzet( ember és törpe keverék) lakta területekkel. Az emberek barátságosak, sőt félnek tőlünk, ha adunk rá okot, míg a félszerzetek szó nélkül ránk támadnak. Ezen a helyen szerezzük be a piros minionokat. Itt található az 1. hős Melvin Underbelly.
- Evernight- Az Elven erdő az elfek, különböző csodalények (pl: véres unikornis) és nem utolsósorban a mérgező zöld rovarok lelőhelye. Az erdő csoda szép, itt-ott misztikus látványt nyújt számunkra. A helyszín kitűnően alkalmas a zöld minionok begyűjtésére, a mérgező bogarak lekaszabolása által. Többek között itt találjuk Oberont is a 2.hőst.
- Heaven's Peak- A név ( Mennyei Csúcs) talán arra utal hogy itt található a legnagyobb birkacsorda, amelyről közismert, hogy minionjaink előszeretettel kaszabolják le őket a mi parancsunkra, ezzel minél több barna miniont szerezve nekünk. Ez a helyszín is a realitás határain belül marad (vár, táborok), kevésbé reális ellenfelekkel, nagyrészt zombik, de akadnak itt összevart szájú, varázserővel rendelkező papok is. Itt találunk rá a kék minionokra, itt csapunk össze Sir William-el( 3. hős), majd később a Kánnal (6. hős).
- Golden Hills- A törpék birodalma. Róluk nem árt tudni hogy utálják az elfeket, szeretik az aranyat és a sört (amitől mellesleg 2 szer erősebbek lesznek), a gond csak az, hogy mi, illetve minionjaink is szeretjük ezeket. A feladat adott: megölni a törpöket, hogy elvehessük az aranyat és a sört. Itt végzünk Goldo Goldenberg-el ( 4. hős) illetve kis kedvencével Rollie-val.
- The Ruborian Desert- Egy kinézetre a sivatagokhoz hasonlítható pálya, amelynek leginkább a sivatagi férgek a jellemzői. Ezek a nyílt homok alól bukkannak elő és egy nyelésre kivégzi minionjainkat, sőt akár minket is, ha nem vagyunk eléggé felvértezve.

A pálya előnyössége, hogy itt szerelhetjük fel minionjainkat romai fegyverekkel\pajzsokkal (ezek a legerősebbek a játékban). A sivatag menedékül szolgál még rablóbandáknak és Jewel-nek ( 5. hős).

## Tárgyak
A játék során különböző hasznú tárgyakat (objects) gyűjthetünk össze. Ennek egyszerű módja van, felkeressük a tárgyakat a pályán majd a kellő számú minionnal elcipeltetjük a legközelebbi teleportba (minionjaink általában ismerik az utat), amely egyenesen a tornyunk termeit díszíti ezek után. Amint már említettem az eszményi hatáson kívül, ezek mindegyike tud valami finomságot. Vegyük először a 3 fajta totemet: sárga( ennek segítségével 5 el több minion kerül egyszerre irányításunk alá), piros( ez növeli az életenergia-szintünket), kék( ezzel több mannát használhatunk fel). A totemekkel ellentétben az összes többi tárgy egyszer fellelhető, ezek bővítik varázslataink listáját(akad itt lángcsóvától kezdve, az ellenfélt lassítókon keresztül, a minion erősítő varázslatokig).

## A Torony
A főhős tornyának 3 szintje van amely elérhetővé lesz a történet előre haladtával.
Alsó szint:
- Katakombák: Itt éled újra a hős és itt helyezkedik a torony szíve.
- Börtön: Lehetőség nyílik arra, hogy újra össze mérhesse mindenki az erejét a már megölt szörnyek bármelyikével.
- Kovács műhely: Páncél enchantolás és fejlesztés lehet igénybe venni.

Középső szint: 
- Fogadó csarnok: Ezen szint kizárólag arra szolgál, hogy A→B jussunk de később szépen kicsinosíthatjuk.

Felső szint: 
- Kincstár: A játék során nagy nehezen össze kuporgatott vagyonod van amit a torony úrnője szívesen kiürít.
- Könyvtár: Itt lehet fejlesztéseket és vizuális ingereket növelő nagy beruházásokat lehet végre hajtani.
- Hálószoba: Ha van a tornyodnak úrnője, akkor izgalmas hely válik belőle, de ha nem költesz sokat illetve nagyon sokat, akkor az úrnője